# Liste des chapelles de la Creuse
La liste des chapelles de la Creuse présente les chapelles de culte catholique situées sur le territoire des communes des départements français de la Creuse.
Il est fait état des diverses protections dont elles peuvent bénéficier, et notamment les inscriptions et classements au titre des monuments historiques.
Toutes sont situées dans le diocèse de Limoges.

## Liste
| Chapelle                                                                                 | Commune                      | Adresse | Coordonnées                      | Notice         | Protection | Date | Illustration                                                             |
| ---------------------------------------------------------------------------------------- | ---------------------------- | ------- | -------------------------------- | -------------- | ---------- | ---- | ------------------------------------------------------------------------ |
| Ancienne chapelle de Busseau Gare                                                        | Ahun                         |         | 46° 07′ 12″ nord, 2° 01′ 35″ est |                |            |      | Ancienne chapelle de Busseau Gare                                        |
| Chapelle Notre-Dame-de-Bellefond d'Ajain                                                 | Ajain                        |         | 46° 12′ 33″ nord, 2° 00′ 35″ est |                |            |      | Image manquante Téléverser                                               |
| Chapelle Saint-Paul de Reix                                                              | Arrènes                      |         | 46° 03′ 09″ nord, 1° 36′ 12″ est |                |            |      | Image manquante Téléverser                                               |
| Chapelle Saint-Laurent-Saint-Nicolas-de-Myre de Villard                                  | Augères                      |         | 46° 04′ 22″ nord, 1° 43′ 47″ est |                |            |      | Image manquante Téléverser                                               |
| Chapelle de la Baconaille                                                                | Auriat                       |         | 45° 52′ 00″ nord, 1° 39′ 14″ est |                |            |      | Image manquante Téléverser                                               |
| Chapelle Sainte-Anne d'Auzances                                                          | Auzances                     |         | 46° 01′ 24″ nord, 2° 30′ 02″ est |                |            |      | Image manquante Téléverser                                               |
| Chapelle Sainte-Marguerite d'Auzances                                                    | Auzances                     |         | 46° 01′ 39″ nord, 2° 30′ 07″ est |                |            |      | Chapelle Sainte-Marguerite d'Auzances                                    |
| Chapelle gothique d'Azerables                                                            | Azerables                    |         | 46° 21′ 00″ nord, 1° 27′ 40″ est | « PA00100001 » | Inscrit MH | 1963 | Chapelle gothique d'Azerables                                            |
| Chapelle du couvent d'adoratrices du Verbe-Incarné devenu maison de retraite d'Azerables | Azerables                    |         | 46° 21′ 12″ nord, 1° 28′ 10″ est |                |            |      | Image manquante Téléverser                                               |
| Chapelle Saint-Alvard de Saint-Alvard                                                    | Basville                     |         | 45° 51′ 33″ nord, 2° 23′ 42″ est |                |            |      | Image manquante Téléverser                                               |
| Chapelle Notre-Dame de Bellegarde-en-Marche                                              | Bellegarde-en-Marche         |         | 45° 59′ 06″ nord, 2° 17′ 54″ est |                |            |      | Chapelle Notre-Dame de Bellegarde-en-Marche                              |
| Chapelle Notre-Dame-de-Pitié de Léon-le-Franc                                            | Bosroger                     |         | 46° 00′ 51″ nord, 2° 14′ 11″ est |                |            |      | Image manquante Téléverser                                               |
| Chapelle Saint-Pierre de l'Arrier                                                        | Bourganeuf                   |         | 45° 57′ 08″ nord, 1° 45′ 20″ est | « PA00100013 » | Inscrit MH | 1937 | Chapelle Saint-Pierre de l'Arrier                                        |
| Chapelle Notre-Dame-du-Puy de Bourganeuf                                                 | Bourganeuf                   |         | 45° 57′ 15″ nord, 1° 45′ 49″ est |                |            |      | Image manquante Téléverser                                               |
| Chapelle Saint-Jacques-et-Saint-Goussaud de Pont de la Chassagne                         | Bourganeuf                   |         | 45° 58′ 09″ nord, 1° 45′ 15″ est |                |            |      | Image manquante Téléverser                                               |
| Chapelle Notre-Dame de Boussac-Bourg                                                     | Boussac-Bourg                |         | 46° 21′ 40″ nord, 2° 14′ 09″ est |                |            |      | Image manquante Téléverser                                               |
| Chapelle Sainte-Radegonde de Budelière                                                   | Budelière                    |         | 46° 14′ 05″ nord, 2° 30′ 26″ est |                |            |      | Chapelle Sainte-Radegonde de Budelière                                   |
| Chapelle Saint-Jean de Blavepeyre                                                        | Bussière-Nouvelle            |         | 46° 00′ 25″ nord, 2° 24′ 20″ est |                |            |      | Image manquante Téléverser                                               |
| Chapelle Notre-Dame du Souchet                                                           | Bussière-Saint-Georges       |         | 46° 22′ 49″ nord, 2° 09′ 02″ est |                |            |      | Image manquante Téléverser                                               |
| Chapelle Notre-Dame-de-la-Forêt de Chénérailles                                          | Chénérailles                 |         | 46° 06′ 38″ nord, 2° 10′ 17″ est |                |            |      | Image manquante Téléverser                                               |
| Chapelle Saint-Jean de Clugnat                                                           | Clugnat                      |         | 46° 18′ 35″ nord, 2° 07′ 00″ est |                |            |      | Chapelle Saint-Jean de Clugnat                                           |
| Chapelle Notre-Dame-de-la-Visitation de Crocq                                            | Crocq                        |         | 45° 52′ 04″ nord, 2° 22′ 06″ est | « IA00030934 » |            |      | Chapelle Notre-Dame-de-la-Visitation de Crocq                            |
| Chapelle du Mas-Laurent                                                                  | Croze                        |         | 45° 50′ 51″ nord, 2° 10′ 08″ est | « PA00100053 » | Inscrit MH | 1932 | Chapelle du Mas-Laurent                                                  |
| Chapelle de la Chaumette                                                                 | Dontreix                     |         | 46° 00′ 57″ nord, 2° 32′ 48″ est |                |            |      | Image manquante Téléverser                                               |
| Chapelle dite des baigneurs des Bains                                                    | Évaux-les-Bains              |         | à géolocaliser                   |                |            |      | Image manquante Téléverser                                               |
| Chapelle Saint-Marien d'Évaux-les-Bains                                                  | Évaux-les-Bains              |         | à géolocaliser                   |                |            |      | Chapelle Saint-Marien d'Évaux-les-Bains                                  |
| Chapelle Saint-Blaise du Petit-Mazuras                                                   | Faux-Mazuras                 |         | 45° 55′ 08″ nord, 1° 45′ 52″ est |                |            |      | Image manquante Téléverser                                               |
| Chapelle des Templiers de Faux-la-Montagne                                               | Faux-la-Montagne             |         | 45° 44′ 49″ nord, 1° 55′ 59″ est |                |            |      | Image manquante Téléverser                                               |
| Chapelle bleue de Felletin                                                               | Felletin                     |         | 45° 53′ 03″ nord, 2° 10′ 29″ est |                |            |      | Chapelle bleue de Felletin                                               |
| Chapelle du château d'Arfeuille                                                          | Felletin                     |         | 45° 52′ 54″ nord, 2° 12′ 19″ est |                |            |      | Image manquante Téléverser                                               |
| Chapelle Notre-Dame-d'Espérance, dite chapelle Blanche de Felletin                       | Felletin                     |         | 45° 52′ 51″ nord, 2° 10′ 26″ est |                |            |      | Chapelle Notre-Dame-d'Espérance, dite chapelle Blanche de Felletin       |
| Chapelle de Crabanat                                                                     | Féniers                      |         | 45° 43′ 52″ nord, 2° 08′ 28″ est |                |            |      | Image manquante Téléverser                                               |
| Chapelle Saint-Clair de Flayat                                                           | Flayat                       |         | 45° 46′ 06″ nord, 2° 22′ 32″ est |                |            |      | Image manquante Téléverser                                               |
| Chapelle templière de la Nativité-de-Saint-Jean-Baptiste de Salesses                     | Flayat                       |         | 45° 48′ 29″ nord, 2° 23′ 07″ est |                |            |      | Image manquante Téléverser                                               |
| Chapelle Saint-Gilles des Forges                                                         | Fresselines                  |         | 46° 21′ 30″ nord, 1° 43′ 50″ est | « PA23000011 » | Inscrit MH | 2004 | Chapelle Saint-Gilles des Forges                                         |
| Chapelle Saint-Fiacre de Paulhac                                                         | Fursac                       |         | 46° 07′ 08″ nord, 1° 30′ 33″ est | « PA00100153 » | Classé MH  | 1938 | Chapelle Saint-Fiacre de Paulhac                                         |
| Chapelle Saint-Antoine de Villemoneix                                                    | Gentioux-Pigerolles          |         | 45° 48′ 50″ nord, 2° 01′ 22″ est |                |            |      | Chapelle Saint-Antoine de Villemoneix                                    |
| Chapelle de Chandonnet                                                                   | Guéret                       |         | 46° 10′ 31″ nord, 1° 51′ 44″ est |                |            |      | Image manquante Téléverser                                               |
| Chapelle de Guéret                                                                       | Guéret                       |         | 46° 10′ 29″ nord, 1° 51′ 42″ est |                |            |      | Image manquante Téléverser                                               |
| Chapelle de la Providence de Guéret                                                      | Guéret                       |         | 46° 09′ 58″ nord, 1° 52′ 15″ est |                |            |      | Chapelle de la Providence de Guéret                                      |
| Chapelle de Maindigour                                                                   | Guéret                       |         | 46° 10′ 46″ nord, 1° 52′ 15″ est |                |            |      | Image manquante Téléverser                                               |
| Chapelle Notre-Dame du collège Notre-Dame de Guéret                                      | Guéret                       |         | 46° 10′ 03″ nord, 1° 52′ 36″ est |                |            |      | Image manquante Téléverser                                               |
| Chapelle Saint-Sylvain dite des Pénitents du château de Moneyroux de Guéret              | Guéret                       |         | 46° 10′ 08″ nord, 1° 52′ 07″ est |                |            |      | Image manquante Téléverser                                               |
| Chapelle Saint-Denis de Saint-Denis (Creuse)                                             | La Courtine                  |         | 45° 42′ 46″ nord, 2° 14′ 31″ est |                |            |      | Image manquante Téléverser                                               |
| Chapelle de la Recluse de La Souterraine                                                 | La Souterraine               |         | 46° 14′ 01″ nord, 1° 29′ 21″ est |                |            |      | Image manquante Téléverser                                               |
| Chapelle Saint-Sauveur du couvent des Sœurs-du-Sauveur de La Souterraine                 | La Souterraine               |         | 46° 14′ 15″ nord, 1° 29′ 24″ est |                |            |      | Chapelle Saint-Sauveur du couvent des Sœurs-du-Sauveur de La Souterraine |
| Chapelle de la commanderie des Hospitaliers de Saint-Jean-de-Jérusalem de Lavaufranche   | Lavaufranche                 |         | à géolocaliser                   |                |            |      | Image manquante Téléverser                                               |
| Chapelle des mines de Lavaveix-les-Mines                                                 | Lavaveix-les-Mines           |         | à géolocaliser                   |                |            |      | Chapelle des mines de Lavaveix-les-Mines                                 |
| Chapelle Sainte-Madeleine de Lignaud                                                     | Lourdoueix-Saint-Pierre      |         | à géolocaliser                   |                |            |      | Image manquante Téléverser                                               |
| Tour-chapelle du Monteil-Sugnet                                                          | Lupersat                     |         | 45° 58′ 15″ nord, 2° 21′ 10″ est |                |            |      | Image manquante Téléverser                                               |
| Chapelle Saint-Martial-et-Saint-Pierre de Champeix                                       | Malleret-Boussac             |         | 46° 19′ 38″ nord, 2° 10′ 44″ est |                |            |      | Image manquante Téléverser                                               |
| Chapelle Saint-André des Rorgues                                                         | Marsac                       |         | 46° 05′ 16″ nord, 1° 34′ 48″ est |                |            |      | Image manquante Téléverser                                               |
| Chapelle de Masbaraud-Mérignat                                                           | Masbaraud-Mérignat           |         | à géolocaliser                   |                |            |      | Image manquante Téléverser                                               |
| Chapelle du calvaire de Mérinchal                                                        | Mérinchal                    |         | à géolocaliser                   |                |            |      | Image manquante Téléverser                                               |
| Chapelle du Clos ou le Claud                                                             | Nouhant                      |         | à géolocaliser                   |                |            |      | Image manquante Téléverser                                               |
| Chapelle Notre-Dame-des-Ternes des Ternes                                                | Pionnat                      |         | à géolocaliser                   |                |            |      | Image manquante Téléverser                                               |
| Chapelle Saint-Côme-et-Saint-Damien de Vallansanges                                      | Puy-Malsignat                |         | à géolocaliser                   |                |            |      | Image manquante Téléverser                                               |
| Chapelle Sainte-Anne de la Chapelle-Malvaise                                             | Roches                       |         | à géolocaliser                   |                |            |      | Chapelle Sainte-Anne de la Chapelle-Malvaise                             |
| Chapelle Saint-Michel de Saint-Agnant-près-Crocq                                         | Roches                       |         | 45° 47′ 33″ nord, 2° 19′ 26″ est |                |            |      | Chapelle Saint-Michel de Saint-Agnant-près-Crocq                         |
| Chapelle Saint-Michel de la Tour                                                         | Saint-Dizier-la-Tour         |         | 45° 47′ 33″ nord, 2° 19′ 26″ est |                |            |      | Image manquante Téléverser                                               |
| Chapelle Saint-Jean-Baptiste de la Croix-au-Bost                                         | Saint-Domet                  |         | 46° 03′ 01″ nord, 2° 16′ 34″ est | « PA00100152 » | Classé MH  | 1989 | Chapelle Saint-Jean-Baptiste de la Croix-au-Bost                         |
| Chapelle de Fontfeyne                                                                    | Saint-Frion                  |         | 45° 52′ 04″ nord, 2° 12′ 42″ est |                |            |      | Chapelle de Fontfeyne                                                    |
| Chapelle Saint-Roch de Montrugeas                                                        | Saint-Marc-à-Frongier        |         | 45° 53′ 46″ nord, 2° 07′ 11″ est |                |            |      | Image manquante Téléverser                                               |
| Chapelle de la Sainte-Vierge du Dognon                                                   | Saint-Maurice-la-Souterraine |         | 46° 12′ 51″ nord, 1° 23′ 43″ est |                |            |      | Image manquante Téléverser                                               |
| Chapelle Notre-Dame de la Borne                                                          | Saint-Michel-de-Veisse       |         | 45° 57′ 47″ nord, 2° 04′ 41″ est | « PA00100179 » | Classé MH  | 1921 | Chapelle Notre-Dame de la Borne                                          |
| Chapelle Saint-Antoine de Ceyvat                                                         | Saint-Médard-la-Rochette     |         | 46° 00′ 51″ nord, 2° 06′ 49″ est |                |            |      | Chapelle Saint-Antoine de Ceyvat                                         |
| Chapelle Saint-Gilles de Villatange                                                      | Saint-Pardoux-Morterolles    |         | 45° 56′ 04″ nord, 1° 50′ 56″ est |                |            |      | Image manquante Téléverser                                               |
| Chapelle priorale Notre-Dame d'Arfeuille                                                 | Saint-Pardoux-d'Arnet        |         | 45° 51′ 30″ nord, 2° 20′ 20″ est |                |            |      | Image manquante Téléverser                                               |
| Chapelle Saint-Jean du Mas Saint-Jean                                                    | Saint-Sulpice-le-Dunois      |         | 46° 16′ 16″ nord, 1° 42′ 33″ est |                |            |      | Image manquante Téléverser                                               |
| Chapelle Saint-Michel de Saint-Vaury                                                     | Saint-Vaury                  |         | 46° 12′ 06″ nord, 1° 45′ 17″ est |                |            |      | Image manquante Téléverser                                               |
| Chapelle priorale Saint-Paul de Saint-Paul                                               | Tercillat                    |         | 46° 24′ 13″ nord, 2° 02′ 02″ est |                |            |      | Image manquante Téléverser                                               |
| Chapelle la Côte de Tercillat                                                            | Tercillat                    |         | 46° 24′ 10″ nord, 2° 02′ 09″ est |                |            |      | Chapelle la Côte de Tercillat                                            |
| Chapelle Saint-Martial de Toulx-Sainte-Croix                                             | Toulx-Sainte-Croix           |         | 46° 16′ 58″ nord, 2° 12′ 50″ est | « PA00100228 » | Inscrit MH | 1991 | Chapelle Saint-Martial de Toulx-Sainte-Croix                             |